# Elatostema
Elatostema es un género botánico con 613 especies de plantas de flores perteneciente a la familia Urticaceae.

## Especies seleccionadas
- Elatostema abagense
- Elatostema aerophillum
- Elatostema acuminatissimum
- Elatostema acuminatum
- Elatostema umbellatum

## Sinónimo
- Elatostemoides